# Diego Montaña Cuéllar
Diego Montaña Cuéllar (Bogotá 31 de marzo de 1910 -Ibidem 28 de abril de 1991) fue un abogado y político colombiano. Fue miembro del Partido Liberal Colombiano, del Partido Comunista Colombiano, de la Unión Patriótica y de la Alianza Democrática M-19

## Biografía
Nació en Bogotá, en una familia tradicional,  su padre fue Luis Montaña, un liberal radical, médico cirujano y fundador del Hospital San José, su madre fue Fanny Cuéllar, pintora y escritora. Su padre y su tíos liberales participaron en la Guerra de los Mil Días, 
Estudio hasta Quinto de bachillerato en el Colegio de La Salle y culminó su bachillerato en el Colegio Ramírez, donde dirigió la revista Adolescencia .
Luego desde 1929 estudió derecho en la Universidad Nacional, donde participó en las protestas tras la muerte de Gonzalo Bravo Pérez, en el movimiento estudiantil que realizó la "la revolución del Sapolín" para la contratación de nuevos maestros en 1933. fue miembro del Comité Ejecutivo de la Federación Nacional de Estudiantes. Participó en el Partido Socialista Revolucionario (PSR).
Para 1934 fue elegido concejal de Bogotá, en el primer gobierno de Alfonso López Pumarejo (1934-1938), fue nombrado como Secretario de Gobierno de Bogotá, en un viaje del alcalde nombraría a jóvenes de izquierda en cargos importantes por lo cual fue destituido posteriormente. Organizó un movimiento para municipalizar los servicios públicos e intentó cerrar las iglesias por antihigiénicas.
En 1936 fue suplente de Jorge Eliécer Gaitán como Representante a la Cámara, donde soluciono una convención colectiva de los trabajadores petroleros de la Tropical Oil Company y también participó en la reforma constitucional de 1936.  Participó en la Comisión de Acción Sindical de la Casa Liberal, fue nombrado secretario de la Legación de Colombia en Chile y cónsul general en Santiago. Después renunció al Partido Liberal e ingreso al Partido Socialismo Democrático. Fue encarcelado en varias ocasiones. Participó en movimientos sindicales obreros y petroleros.
En la década de 1950, participó en el Movimiento de la Paz,  fue delegado por Colombia a la Conferencia de Paz en Montevideo. Participó en 1952 en la Conferencia de los países del Asia y del Pacífico en Pekín. 
Se opuso al Frente Nacional, y participó en el movimiento Unión Popular Nacional (UPN), fundado por Gerardo Molina, Alfonso Barberena y Juan de la Cruz Varela. En 1964, regreso al Partido Comunista Colombiano.
Posteriormente participó en el Frente Unido del Pueblo, liderado por Camilo Torres Restrepo. En 1966 asistió a la primera Conferencia Tricontinental de La Habana
Participó en la creación del Movimiento Obrero Independiente y Revolucionario (MOIR) en 1969, y desde 1978, en el movimiento Firmes. Fue columnista en la Revista Alternativa. Hizo parte del Foro por los Derechos Humanos en 1979 durante el gobierno de Julio César Turbay (1978-1982).
En los años 80, se retiró a Paipa (Boyacá), durante 5 años estuvo inactivo en la actividad política, en 1987, ingreso a la Unión Patriótica.
Luego del asesinato de Bernardo Jaramillo Ossa, se retiró de la Unión Patriótica, junto con Guillermo Banguero, Angelino Garzón y Julio Santana, luego se vinculó a la Alianza Democrática M-19 (AD M-19). 
Fue miembro de la Comisión presidencial de asuntos fronterizos colombo-venezolanos y Representante a la Cámara por la Unión Patriótica.
También se desempeñó como profesor de la Universidad Nacional, fue fundador, rector y profesor de la Universidad Obrera de Colombia, y en los años sesenta fue catedrático de la Universidad Libre.
Falleció en el Hospital Militar de Bogotá. Sus cenizas fueron esparcidas en el Río Magdalena frente a Barrancabermeja.

## Obras
- Teoría General del Derecho (1948)
- Sociología americana (1950)
- Por los caminos de la paz. De Pekín a Viena (1953)
- Colombia: país formal y país real (1963)
- El petróleo de Colombia para los colombianos (1969)
- Cincuenta años de la U.S.O. La Unión Sindical Obrera, signo de la lucha proletaria por la existencia independiente de la nación Colombiana (1974)
- La industria del petróleo en Colombia síntesis de su proceso histórico (1975)
- Patriotismo burgués, nacionalismo proletario (1976).[9]
- Memorias (1996)
- Colombia social el proceso de formación de las clases sociales en Colombia (1998)
- Los temas fundamentales de la filosofía del derecho

## Homenajes
El IED Diego Montaña Cuellar lleva su nombre.